# Pfingstliche Heiligkeitskirche Wing Kwong

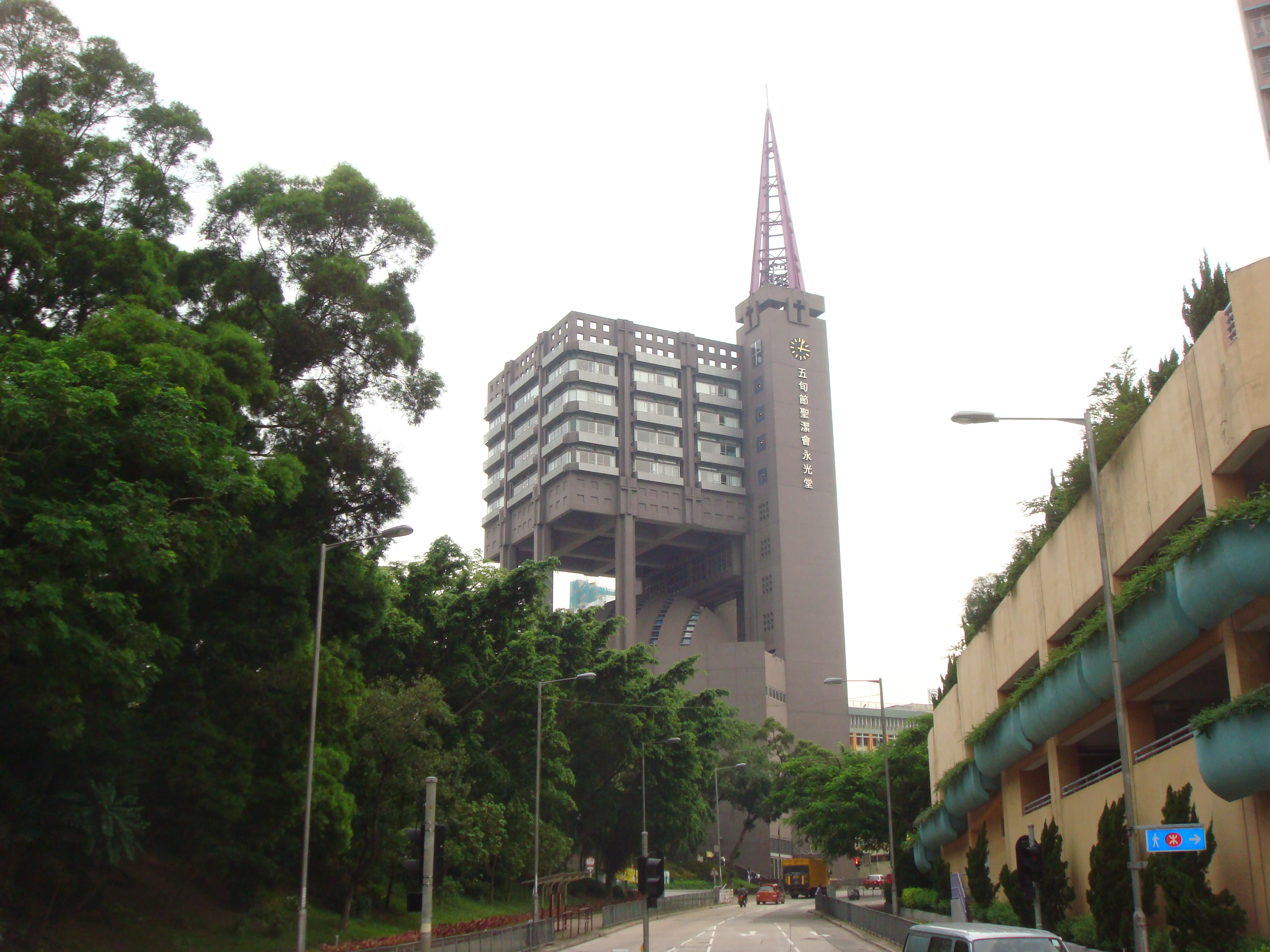
Pfingstheiligkeitskirche Wing Kwong

Die Pfingstliche Heiligkeitskirche Wing Kwong ist eine im Jahr 2000 fertiggestellte Kirche in Hongkong. Die von TaoHo Design entworfene Kirche besteht aus einem 60 Meter hohen Gebäude, auf dessen Dach sich eine 45 Meter hohe Spitze befindet, so dass das Bauwerk eine Gesamthöhe von 105 Metern hat.
Die Pfingstlerische Kirche, welche die zweithöchste Kirche in Asien ist und im Jahr 2000 mit einem Certificate of Merit der HKIA ausgezeichnet wurde, enthält einen überdachten Versammlungsplatz, eine Versammlungshalle, eine Kapelle, Klassenzimmer und Büros.